# Michael Binger
Michael William „Mike“ Binger (* 20. Dezember 1976 in Delray Beach, Florida) ist ein professioneller US-amerikanischer Pokerspieler.

## Persönliches
Binger machte seinen Hochschulabschluss an der North Carolina State University, bevor er an der Stanford University den Ph.D. in Physik erfolgreich abschloss. Sein jüngerer Bruder Nick ist ebenfalls professioneller Pokerspieler und zweifacher Braceletgewinner der World Series of Poker. Der Amerikaner lebt in Las Vegas.

## Pokerkarriere
Binger nimmt seit 2003 an renommierten Live-Turnieren teil.
Binger war im Juli 2006 erstmals bei der World Series of Poker (WSOP) im Rio All-Suite Hotel and Casino am Las Vegas Strip erfolgreich und kam bei zwei Turnieren der Variante No Limit Hold’em in die Geldränge. Zunächst erreichte er einen Finaltisch und erhielt für seinen sechsten Platz mehr als 100.000 US-Dollar. Anschließend ließ er beim Main Event der Turnierserie 8770 andere Spieler hinter sich und belegte den dritten Platz hinter Paul Wasicka und Jamie Gold. Für dieses Ergebnis erhielt der Amerikaner mehr als 4,1 Millionen US-Dollar. Im Dezember 2006 und Januar 2007 gelangen ihm jeweils Platzierungen im Preisgeld beim Main Event der World Poker Tour (WPT). Bei der WSOP 2007 platzierte er sich von allen Spielern am häufigsten in den Preisrängen, Binger gelang dies achtmal. Dabei belegte er unter anderem einen dritten Platz, der ihm knapp 300.000 US-Dollar einbrachte. Mitte April 2018 gewann er ein Turnier der WPT im Hotel Bellagio am Las Vegas Strip mit einer Siegprämie von mehr als 315.000 US-Dollar. Im November 2008 setzte sich der Amerikaner beim Main Event des WSOP-Circuits in Lake Tahoe durch und sicherte sich den Hauptpreis von über 180.000 US-Dollar. Beim Main Event der North American Poker Tour in Los Angeles wurde er Mitte November 2010 Sechster und erhielt 114.000 US-Dollar. Bei der WSOP 2011 erreichte Binger viermal die bezahlten Plätze und sicherte sich mehr als 200.000 US-Dollar aufgrund seines 7. Platzes bei der H.O.R.S.E. Championship sowie seines 14. Platz bei der Poker Player’s Championship. Seitdem blieben größere Turniererfolge aus.
Insgesamt hat sich Binger mit Poker bei Live-Turnieren mehr als 7 Millionen US-Dollar erspielt.